# 阿波國
阿波國（日语：〔〕／〔〕 Awanokuni */?），日本古代的令制國之一，屬南海道，又稱阿州。阿波國的領域即為現在的德島縣。

## 郡
- 板野郡
- 阿波郡
- 美馬郡
- 三好郡
- 麻殖郡
- 名東郡
- 名西郡
- 勝浦郡
- 那賀郡
- 海部郡

## 相關項目
- 日本令制國列表